# Teremin
Teremin (ili Tereminvox, Tereminovox, Termenvox, Aetherofon) jedan je od najranijih elektronskih instrumenata. Izumio ga je Rus Leon Teremin 1919. godine, a posebnost teremina je u tome da je to možda i jedini glazbeni instrument koji se svira bez doticanja.
Teremin se sastoji od dva radijska oscilatora i dvije antene. Prikopčan na zvučnik, šalje električne signale koji proizvode vrlo nadrealne, "izvanzemaljske" zvukove te je stoga često rabljen za soundtrack-ove horor i SF filmova.
Teremin se svira tako da glazbenik pomiče svoje ruke oko dviju antena te na taj način regulira glasnoću i visinu tona. Za to je potrebna posebna vještina i puno vježbe pa su rijetki uistinu dobri tereminaši. Možda najpoznatija uporaba teremina u pop glazbi može se čuti u pjesmi "Good vibrations" grupe The Beach Boys.
Zvuk nastaje pomicanjem ruku oko antena u kojima se nalazi električni naboj, a samo tijelo svirača djeluje kao uzemljenje. Na taj način udaljenost ruku od antena kreira tonove i diktira glasnoću i tempo istih.
Posebnu ulogu u povijesti glazbe Teremin zauzima zbog graditelja glazbala Roberta Mooga. U svojim mladim danima je iskoristio svoje iskustvo od teremina pri razvoju prvog sintesajzera.

## Neki glazbenici koji sviraju Teremin
| - Bud Averill (189?-1957.) - Lucie Bigelow Rosen (1890. – 1968.) - Jean Ven Robert Hal (1970.-živ) - Samuel Hoffman (1903. – 1967.) - Clara Rockmore (1911. – 1998.) - Jimmy Page (1944.-živ) - Jean-Michel Jarre (1948.-živ) - Eric Ross (1948.-živ) - Bruce Woolley (1953.-živ) - Peter Pringle (1954.-živ) | - Pekkanini (1952.-živ) - Barbara Buchholz (1959. – 2012.) - Lydia Kavina (1967.-živ) - Masami Takeuchi (1967.-živ) - Dalit Warshaw (1974.-živ) - Pamelia Kurstin (1976.-živ) - Randy George (1978.-živ) - Carolina Eyck (1987.-živ) - Gak Sato (1969.-živ) - H. Whipple Abbott | - Lana Aksyonova - Dorit Chrysler - Charlie Draper - Rom Chiaki - Darryl Kubian - Charles Richard Lester - Shueh-li Ong - Armen Ra - Kip Rosser |

## Vanjske poveznice
- Portal o temi (engl.)
- Open Theremin